# 509 př. n. l.

## Události
- Založení Římské republiky po sesazení posledního krále Římského království Tarquinia Superba.

## Hlava státu
Perská říše:
- Dareios I.

## Úmrtí
- Lucius Iunius Brutus (ve věku 30–31 let) jeden ze zakladatelů Římské republiky